# 住吉秀松
住吉秀松（1872年4月5日—1928年10月8日:15）是日本廣島縣吳市人，營造業者。他在臺灣成立了住吉組，並參與「臺南消防組」的成立，此外還擔任過臺南市協議會員:10。日治時期在臺南合同廳舍的前身「御大典紀念塔」（望火樓）上，立有住吉秀松的半身銅像。

## 生平

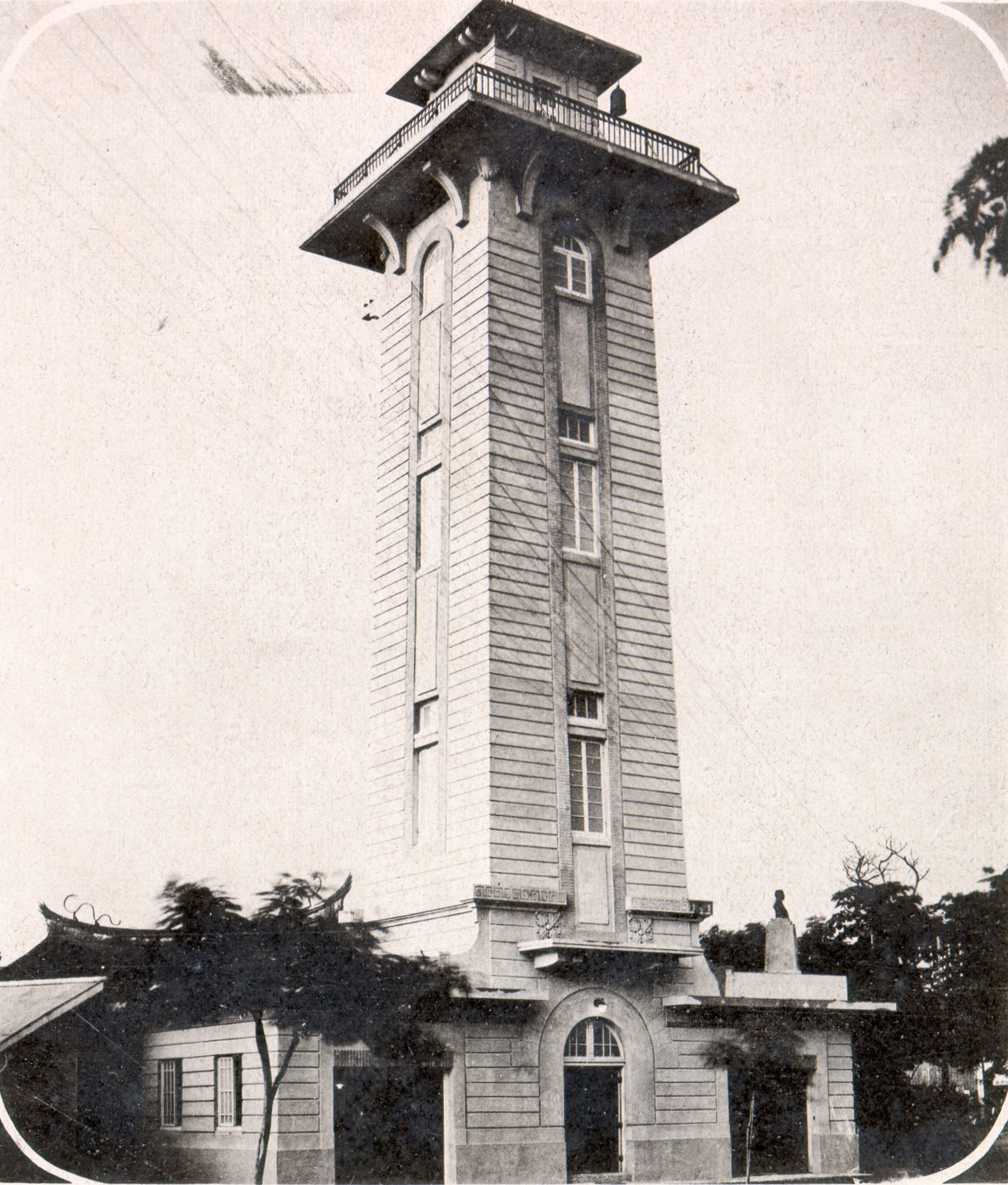
臺南御大典紀念塔為1930年為慶祝昭和天皇登基而興建，一旁有住吉秀松的雕像

住吉秀松出生於明治五年二月廿八日（1872年4月5日），其家族據說與織田信長有血緣關係，家紋也是用織田氏的五瓜唐花（五つ瓜に唐花）:25。住吉秀松年輕時隸屬於鹿島組，該營造業者曾負責日本奈良的鐵道工程:25。
明治卅三年（1900年）11月，住吉秀松受到鹿島組組長鹿島精一邀請，參與臺灣縱貫鐵路的營造工程:24。而後在明治四十一年（1908年），住吉秀松成立了「住吉組」，開始獨立負責工程，但此時的住吉組仍隸屬於鹿島組:26。當時的住家與工作室位在今臺南市中西區興華街一帶:29。
明治四十四年（1911年）與中井多津結婚:41。大正七年（1918年），住吉組正式脫離鹿島組，並買下空地（崇文書院舊址）興建新的宅邸間辦公室:29。次年，住吉組已搬到清水町新址:29。大正九年（1920年），他擔任有限責任信用組合臺南興信社（在白金町）理事，同時也是「臺南土木建築請負業組合」的「相談役」（即營造業公會顧問的職位）:54。大正十一年（1922年），除了仍是興信社理事，住吉秀松已升任為「臺南土木建築請負業組合」的「組合長」:54。大正十四年（1925年），又擔任臺南商工會評議員、臺灣漁業株式會社監查役:54。
此外住吉秀松也與「臺南消防組」的成立有相當密切的關係:10。臺南消防組在大正八年（1919年）時已成立，住吉秀松擔任「頭取」，副頭取是村上玉吉:9、10:55。昭和二年（1927年）6月10日，臺灣總督府警務局召開臺灣島消防會議，同時成立臺灣消防協會:15:55。住吉秀松與村上玉吉也有參加，並成為創會時的33名會員之一:15:55。
另外他從大正九年（1920年）開始直到昭和三年（1928年）都擔任臺南市協議會員。
1926年，他捐款贊助臺南彌陀寺的修建費用。

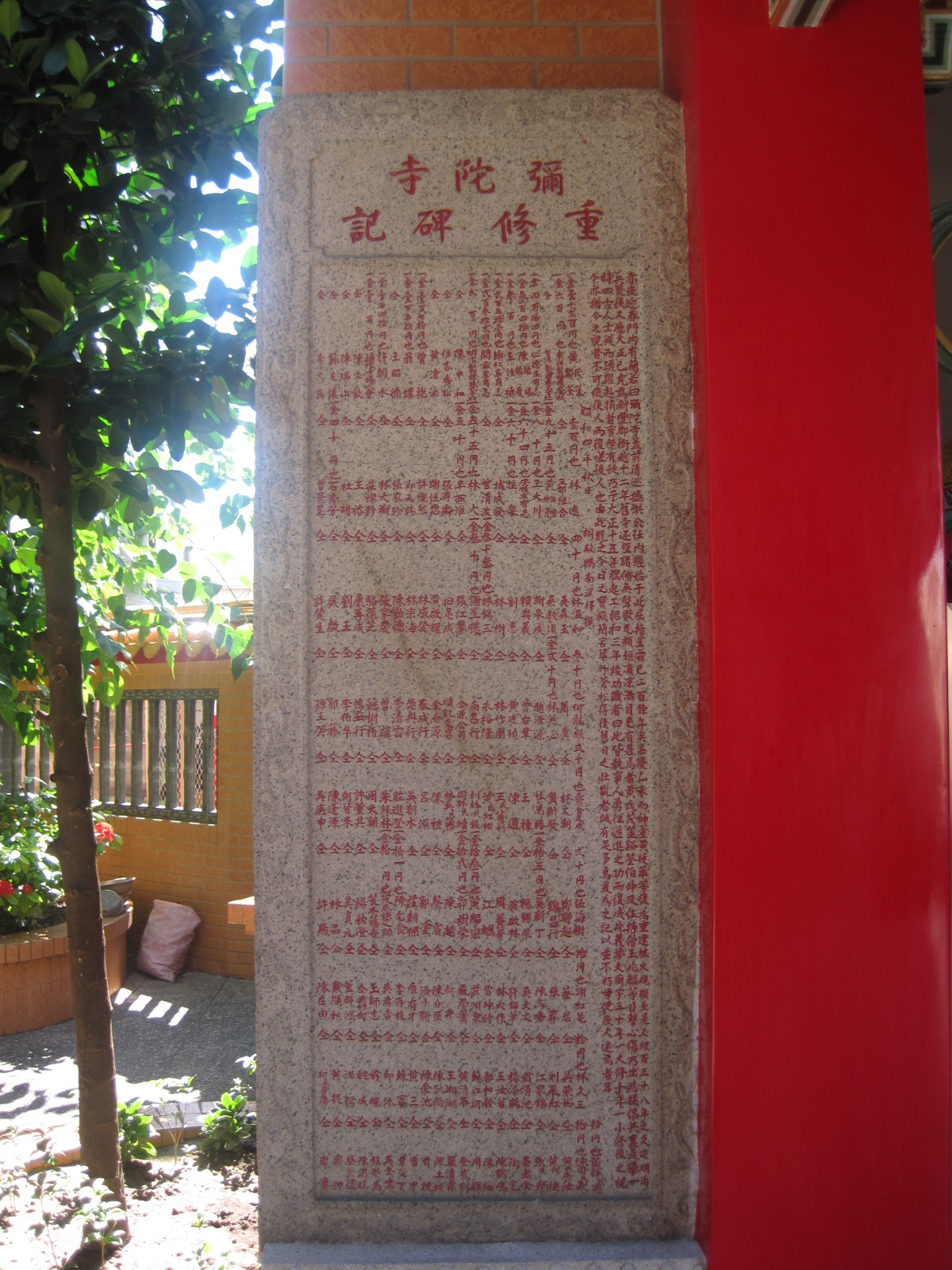
臺南彌陀寺再建碑最上部有住吉秀松的姓名

昭和三年（1928年）10月8日中午病逝，10月15日舉行告別式，隨後葬於西本願寺預定地:15:55。住吉秀松去世後臺南消防組為他製作半身銅像以資紀念:15:55，而根據《臺灣日日新報》的〈銅像安置〉報導，該銅像是向大阪今村銅器鑄造所訂製，昭和四年（1929年）10月18日時已安置在州廳前消防詰所內。昭和五年（1930年）5月8日，銅像安置在「臺南市消防組詰所望火樓左側轉角消防器具置場」的樓頂上:48、55。

## 住吉組
住吉組為中型的土木建築業者，是住吉秀松於所成立。本店設在臺南市，並在臺北市設分店，而在宜蘭街、集集街、大甲街等地設有出張所。此外在九曲堂設有煉瓦製造工場:54。
1922年到1925年的重建臺北橋工程因為施工困難，令住吉組損失相當多的金錢而一度營運困難:43。
住吉秀松去世（1928年）後，其妻住吉多津以長子住吉勇三（當時9歲）的名義繼承住吉組，繼續經營:43。當時由於內部有人不信任女人可以承擔公司，因此有一部份員工拿取退休金離職:43。她與兩位弟弟中井清枝與中井乙次，一起經營住吉組:44。1935年，由中井清枝接手經營。住吉秀松去世後的住吉組仍持續成長，訂單是過去的好幾倍，員工數一度有200多人:44。

### 參與工程
- 臺南永福路孫宅
- 臺灣總督府交通局鐵道部廳舍[12]
- 烏山頭水庫砂石運送道[13]（p. 8）
- 嘉南大圳北幹線朴子溪渡槽橋[13]（p. 6）
- 臺北橋[13]（p. 9）
- 總督府鐵道縱貫線（今台鐵海線）苑裡～大肚間部分路段[13]（p. 9）[註 10]
- 總督府鐵道縱貫線（今台鐵海線）下大甲溪橋北半段[13]（p. 9）[15]
- 總督府鐵道宜蘭線部分路段[16]
- 臺南警察署（今臺南市美術館1館）[17]（p. 41）

等。

## 家庭
住吉秀松與第二任妻子住吉多津（住吉タツ）育有2男4女。住吉多津（1887年4月21日─1971年7月9日），原姓中井，出生於今天的奈良市，是家中長女，另有五位手足:41。她家原本經營旅社餐館，後來經營不善:41。長大後，中井多津離家當幫傭，後來有位在臺灣擔任報社社長的朋友邀她來臺，兩人於日俄戰爭（1904、1905年）後成行:41。與住吉秀松結婚（1911年）後，除了照顧家庭，她也管理住吉組員工的飲食:41。丈夫去世後，她與弟弟們繼續維持著住吉組的營運:44。
二次大戰後，住吉家人跟其他在臺日人一樣被強制遣送返回日本。住吉多津與親族返回奈良老家（約在帶解町一帶，今奈良市南部），因糧食不足，為避免親戚爭吵，而決定依家族分灶:49。據住吉勇三回憶，當時中庭立有五支煙囪，一支代表一家:49。1971年7月9日住吉多津因中風去世，之後在與住吉組關係良好的鹿島建設會長提議下，邀請眾人為她撰寫回憶錄，書成後命名為:50。
住吉秀松的子女資料如下：
| 姓名       | 排行 | 簡介 |
| ---------- | ---- | --- |
| 近藤喜代子 | 長女 | 1912年出生:29。臺南第一高女（今臺南女中）畢業:45。1934年嫁給臺南測候所第7任所長兼阿里山高山觀測所所長近藤石象:45。該年7月29日在臺南神社舉行結婚儀式，當晚於臺南公會堂舉行婚宴:46。                                                                                                   |
| 長野政子   | 次女 | 1917年出生:29。臺南第一高女（今臺南女中）畢業:45。 |
| 住吉勇三   | 長子 | 1918年出生:29。曾以日本領事的身分前往巴西聖保羅赴任:51。擔任過「日本國台南會」（被遣返日本的「在臺南日人」的組織）的會長:6。 |
| 天野幸子   | 三女 | 1920年出生:29。臺南第一高女（今臺南女中）畢業:45。1943年嫁入鶯料理的天野家，與天野久吉次子天野久夫結婚:13:46。婚後生下兩子，天野晴夫（早夭）、天野朝夫:13。 |
| 前田公子   | 四女 | 1922年出生:29。 |
| 住吉弘光   | 次子 | 1926年出生:29。就讀過花園小學校（今公園國小）、臺南一中（今臺南二中），1942年到臺北讀高等學校，1945年到日本仙台就讀大學:1。1948年時進入積水化學工業就職:1。在2019年4月14日與家族成員返回老宅參觀。次日在臺南合同廳舍修復完成後的啟用典禮上，他做為代表捐50萬日圓給臺南市政府消防局。 |

## 舊居

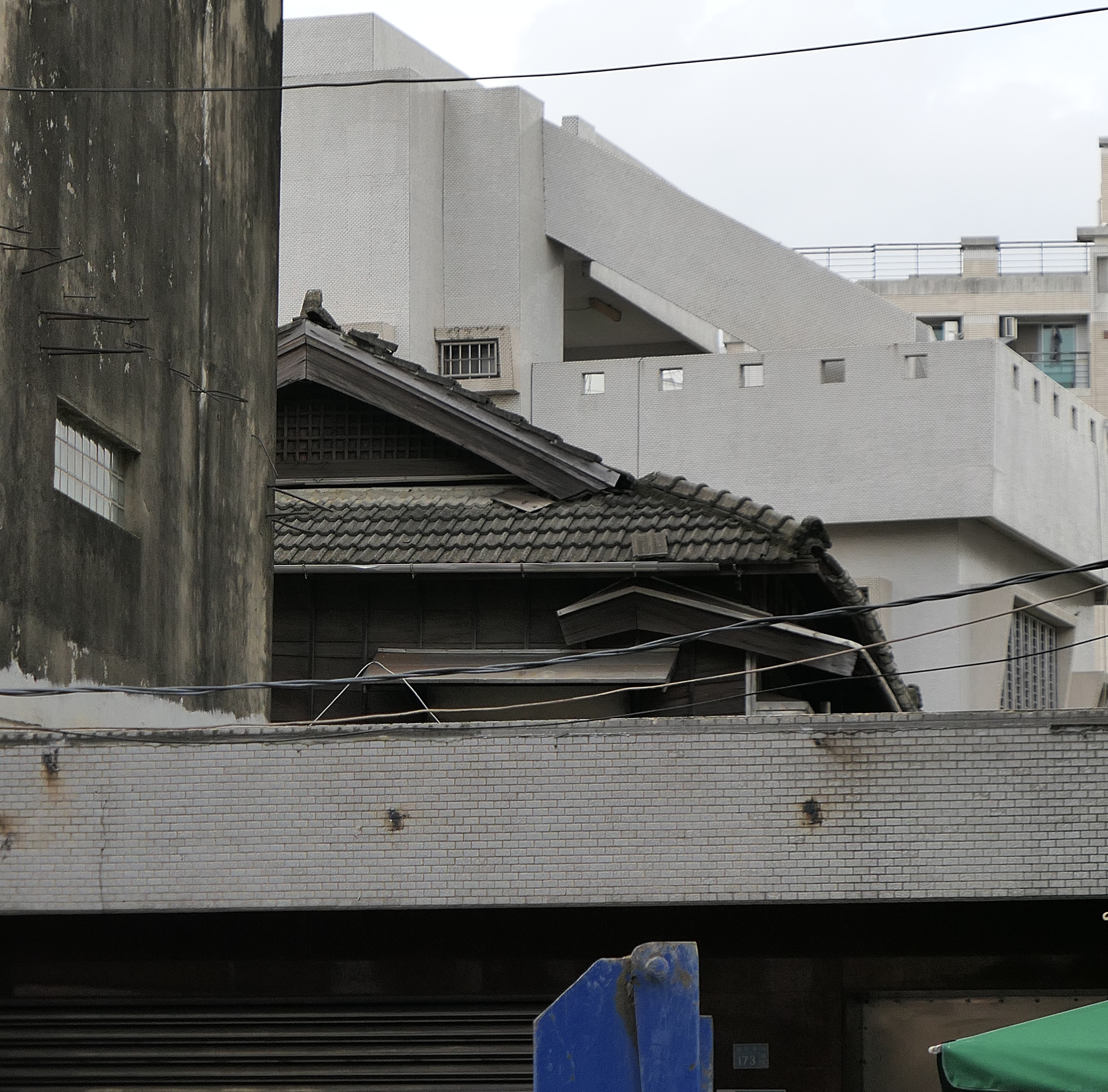
住吉秀松舊居

住吉家舊居在臺南東市場附近，青年路與興華街交會處旁。二次大戰後，這棟房子被國民政府分配作為薛岳將軍官舍，而後高錦德向薛岳將軍買權利，並向國家價購土地後接手入住。建築保存相當完整，另外還有住吉家當時的神社遺跡、家徽等文物。
2019年7月7日傍晚，臺南市文化資產管理處接獲通報有怪手進駐（文資處推測可能是要闢建共有通道的關係）。次日（7月8日）前往勘查，認為有潛在文資有急迫危險發生的可能，遂將宅邸列為暫定古蹟。而後在2020年8月11日，正式被公告為臺南市的直轄市定古蹟。

## 墓碑
住吉家族墓碑與基座在原本的墓區遭到改建（約1980年代）後，先寄放於友人孫金寬的工廠，而後住吉弘光委託委託陳並男保存:57。但因為基座搬運困難，仍放在工廠，陳並男只將墓碑運回嘉義自宅保存:57。後來陳並男與住吉家失聯，但仍堅守承諾繼續保存墓碑，直到後來外孫女曾郁文透過天野朝夫重新與住吉弘光再次聯繫上:57、58。而後此墓碑被捐贈給國立臺灣歷史博物館保存，臺南消防史料館（臺南合同廳舍）內有展示複製品:61。

## 其他
橋本白水《評論臺灣之官民》（1924年）一書對於住吉秀松寫說為人真摯誠懇，思慮周詳不做作，但由於曾吃過苦，雖待人敦厚卻又有些吝嗇:56。另外也提到有人曾以消防問題惡意中傷過他:56。